# 阿尔盖达斯新镇
阿尔盖达斯新镇，是西班牙安达卢西亚自治区马拉加省的一个市镇。 总面积70平方公里，总人口4165人（2001年），人口密度60人/平方公里。